# Jean de Wavrin

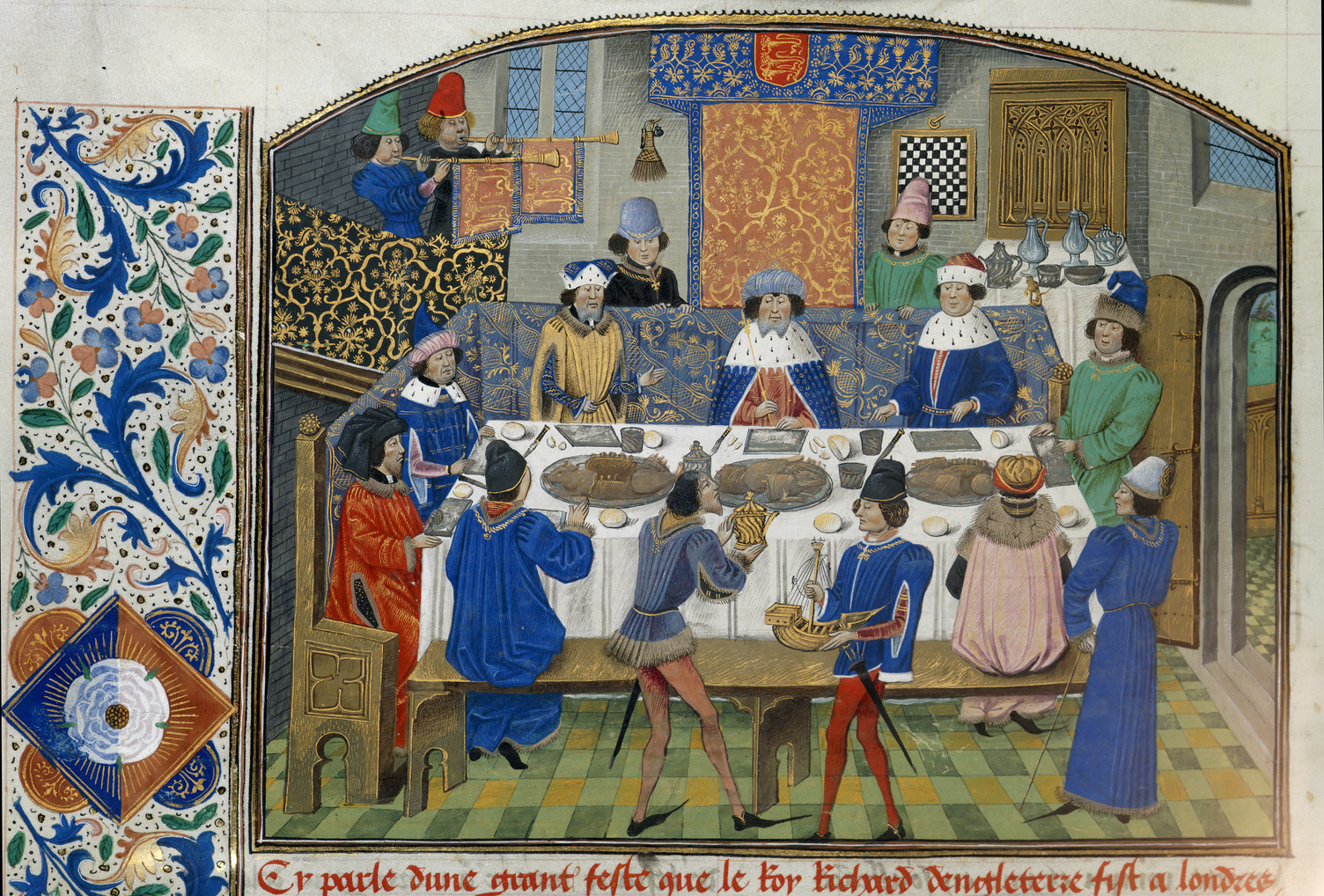
Richard II d'Angleterre dîne avec des ducs, illustration de la Chronique d'Angleterre de Jean de Wavrin.

Je(h)an de Wavrin ou Waurin, né entre 1394 et 1400, mort entre 1472 et 1475, est un homme de guerre, homme de lettres et bibliophile bourguignon.

## Biographie
Originaire du Nord, dans la région de Lille, seigneur du Forestel et de Fontaines, il est le fils naturel de Robert VII de Wavrin, sire de Wavrin, de Lillers et Malanoy, sénéchal du comte de Flandre. Il fut légitimé par le duc de Bourgogne Philippe le Bon en 1437 et par le roi de France Charles VII en 1447. Il a épousé Marguerite de Hangouart, veuve en premières noces de Guillaume-Henri de Tenremonde.
Collectionneur de manuscrits, en particulier de romans de chevalerie et de romans inspirés par l’Antiquité, il a participé au mouvement d'expansion de la production et de la diffusion d’œuvres littéraires à la cour de Bourgogne.
Au titre de sa carrière militaire, il participe, sans doute comme observateur, à la bataille d'Azincourt en 1415 au cours de laquelle son père et un de ses demi-frères meurent. Après un probable séjour en Terre Sainte en 1418, il prend part à la deuxième croisade contre les hussites (1421). On le retrouve, entre autres, aux batailles de Cravant en 1423 et de Verneuil en 1424. L'année suivante, il accompagne le duc de Bourgogne en Hollande dans la guerre contre la duchesse Jacqueline de Bavière. Il rejoint les Anglais vers la fin de 1427 et entre au service du roi Henri VI en 1429. Il le restera probablement jusqu'au traité d'Arras, en septembre 1435, qui réunit les Français et les Bourguignons.
En tant qu'écrivain, il est l’auteur d’un Recueil des Croniques et Anchiennes Istories de la Grant Bretaigne, à présent nommé Engleterre, écrit sur l'idée de son neveu, Waleran de Wavrin. Une première version, écrite en 1445, couvre l'histoire de l'Angleterre depuis les origines jusqu'en 1413, à la mort du roi Henri IV. Il entreprend de poursuivre cette chronique une dizaine d'années plus tard et y ajoute un cinquième puis un sixième volume qui s'étend jusqu'à la réinstallation du roi Édouard IV en 1471.
Enfin, en tant qu'homme de lettre et bibliophile, il est à l'origine de nombreuses commandes de manuscrits, pour la plupart réalisés entre 1450 et 1470, dont plusieurs sont illustrés par le Maître de Wavrin.